# Kirvin
Kirvin è un centro abitato degli Stati Uniti d'America situato nella contea di Freestone dello Stato del Texas.
La popolazione era di 129 persone al censimento del 2010.

## Geografia fisica
Kirvin è situata a 31°46′01″N 96°19′48″W (31.766996, -96.330074).
Secondo lo United States Census Bureau, ha un'area totale di 0,4 miglia quadrate (1,0 km²).

## Società

### Evoluzione demografica
Secondo il censimento del 2000, c'erano 122 persone, 41 nuclei familiari e 28 famiglie residenti nella città. La densità di popolazione era di 303,0 persone per miglio quadrato (117,8/km²). C'erano 51 unità abitative a una densità media di 126,6 per miglio quadrato (49,2/km²). La composizione etnica della città era formata dall'85,25% di bianchi, l'8,20% di afroamericani, il 4,92% di altre razze, e l'1,64% di due o più etnie. Ispanici o latinos di qualunque razza erano il 4,92% della popolazione.
C'erano 41 nuclei familiari di cui il 43,9% aveva figli di età inferiore ai 18 anni, il 48,8% erano coppie sposate conviventi, il 9,8% aveva un capofamiglia femmina senza marito, e il 31,7% erano non-famiglie. Il 29,3% di tutti i nuclei familiari erano individuali e il 17,1% aveva componenti con un'età di 65 anni o più che vivevano da soli. Il numero di componenti medio di un nucleo familiare era di 2,98 e quello di una famiglia era di 3,64.
La popolazione era composta dal 33,6% di persone sotto i 18 anni, il 13,1% di persone dai 18 ai 24 anni, il 24,6% di persone dai 25 ai 44 anni, il 16,4% di persone dai 45 ai 64 anni, e il 12,3% di persone di 65 anni o più. L'età media era di 27 anni. Per ogni 100 femmine c'erano 96,8 maschi. Per ogni 100 femmine dai 18 anni in giù, c'erano 88,4 maschi.
Il reddito medio di un nucleo familiare era di 36.250 dollari, e quello di una famiglia era di 42.500 dollari. I maschi avevano un reddito medio di 35.625 dollari contro i 13.125 dollari delle femmine. Il reddito pro capite era di 12.320 dollari. C'erano il 3,6% delle famiglie e il 5,8% della popolazione che vivevano sotto la soglia di povertà, incluso il 5,0% di persone sotto i 18 anni e il 14,3% di persone sopra i 64 anni.